# Ernest Gold (météorologue)
Pour les articles homonymes, voir Gold et Ernest Gold.
Ernest Gold (24 juillet 1881 - 30 janvier 1976) est un météorologue britannique. Né à Berkswell, près de Coventry en Angleterre, d'une famille rurale, il a fait ses études au Mason University College (qui est devenu plus tard l'Université de Birmingham) et au St John's College (Cambridge). Gold a mis sur pied le premier service météorologique opérationnel militaire et a démontré le rôle vital des météorologues auprès de la hiérarchie militaire tout en atteignant le grade de lieutenant-colonel.
Après la guerre, Gold s'est joint au service météorologique civil, le Met Office, devenant directeur adjoint en 1919. Il participa au développement des services aéronautiques internationaux, devenant président de la Commission des informations météorologiques synoptiques de l'Organisation météorologique internationale (aujourd'hui l'Organisation météorologique mondiale). Il fut président de la Royal Meteorological Society de 1934 à 1935 et reçut de nombreux autres honneurs.

## Biographie

### Jeunesse
Ernest Gold est le 4e de 8 enfants et troisième fils de John Gold (1847-1925), un fermier de Berkswell à environ 10 kilomètres à l'ouest de Coventry. Il est entré à l'école à un peu plus de 4 ans et a obtenu une bourse pour aller à la Coleshill Grammar school pour faire ses études secondaires. Il y a montré une aptitude aux mathématiques et le directeur de l'école l'a poussé à aller au Mason’s College, devenu ensuite l'université de Birmingham, pour suivre des cours de mathématiques plus avancées,. Réussissant bien, il s'est préparé pour l’examen d’entrée au St John’s College, Cambridge, où il fut admis,. Aucune preuve n'a été trouvée pour expliquer comment Gold se tourna vers la météorologie en 1906 mais il fut durant un court moment du personnel du Met Office juste avant de retourner à Cambridge. Ses recherches météorologiques à Cambridge ont été rendues possibles grâce à une bourse de Sir Arthur Schuster, avec les encouragements de Napier Shaw. Les années de Gold à Cambridge (1907-1910) furent très productives et il aurait bien pu y poursuivre une distinguée carrière universitaire mais il a choisi, peut-être pour des raisons économiques étant marié et père, de retourner au service météorologique.

### Première Guerre mondiale
En 1907, Gold est devenu Secrétaire de la Section A, Sciences mathématiques et physiques, à un moment où Napier Shaw était président. Il a également assisté à la réunion de 1909 à Winnipeg, Canada, et était en Australie pour les réunions de 1914 lorsque la Première Guerre mondiale a éclaté. Il est rentré plus de deux mois plus tard chez lui. Un souvenir du début de la guerre fut à l'occasion d'une attaque des zeppelins allemands sur les villes de la côte Est de l'Angleterre. Il envoya une note à Shaw soulignant que le bombardement n'était probablement pas sur les bonnes cibles car les Allemands ne devaient pas être au courant des vents locaux. Le War Office fut impressionné par le travail des météorologues civils lors d'un raid de 1915 et demanda peu après à Shaw de fournir un météorologue pour se rendre en France. Le choix de Shaw pour le poste était naturellement le chef de son service de prévision, R. G. K. Lempfert, mais il y eut des objections à cause de sa filiation allemande, et Gold fut choisi.
Il fut mobilisé avec le grade de capitaine et, avec A. E. M. Geddes comme son lieutenant, il partit pour Boulogne en juin 1915. Le lendemain matin, quand ils firent leur rapport au quartier-général du Royal Flying Corps, il n'y avait pas de précédent pour un service météorologique militaire. Gold a donc dû développer la théorie et les techniques pour l'application de ses connaissances aux nombreux problèmes militaires dont celui de la guerre des gaz. L'aviation a aussi progressivement pris de l'importance, nécessitant une expansion constante des services  à l'armée. Il travailla ainsi au quartier-général en 1915, en Italie en 1917 et dans une section à l'Independent Air Force en 1918.
En 1916, il a obtenu l'Ordre du Service distingué et une promotion au grade de major. Des vols météorologiques ont débuté en 1918 à la demande de Gold alors qu'il devait donner les prévisions au général Rawlinson pour la dernière série d'attaques. En 1919, il fut nommé lieutenant-colonel et a obtenu l'Ordre de l'Empire britannique. Les personnes recrutées de son équipe en temps de guerre menèrent pour beaucoup des carrières distinguées en météorologie, dont certaines avec le Met Office, en temps de paix sous la direction de Sir Napier Shaw, et Gold comme un des directeurs adjoints. Après avoir été élu Fellow de la Royal Society en 1918, c'est comme Colonel Gold que sa renommée mondiale s'est établie.

### Entre deux guerres
L'Organisation météorologique internationale, essentiellement une association de Directeurs des services météorologiques nationaux, et le précurseur de l'Organisation météorologique mondiale actuelle, avait Sir Napier Shaw comme président car le Met Office était le chef de file mondial dans le domaine à la fin de la guerre. Gold fut élu Président de la Commission des informations météorologiques synoptiques lors de sa première réunion d'après-guerre en 1919, poste qu'il occupa pendant les 28 années suivantes. À la retraite de Shaw en 1920, G. C. Simpson le remplaça et ses rapports avec Gold furent peu chaleureux.
En 1926, Ernest Gold a reçu la médaille d'Or Symons de la Royal Meteorological Society et fut président de la société en 1934 et 1935,.

### Seconde Guerre mondiale
Lorsque George Simpson a pris sa retraite du Met Office en 1938, Gold avait déjà 57 ans. Il était sans doute trop vieux pour le remplacer et c'est N. K. Johnson, plus tard Sir Nelson, qui avait fait un travail de base dans un domaine de la météorologie et de la prévision à l'aviation mondiale, qui eut le poste. Gold était en revanche un des architectes mondiaux dans ce domaine et lorsque la Seconde Guerre mondiale survint un an plus tard, il fut de nouveau appelé à la tâche. Johnson le nomma Directeur adjoint, comptant largement sur lui pour diriger environ 6 000 personnes. 
Au début de l'année précédant le déclenchement de la guerre, la section météorologique de la réserve de la R.A.F. fut rapidement élargie à partir d'un noyau existant et se déploya bientôt en France. L'officier supérieur des aviateurs avait servi avec Gold durant le conflit précédent. Depuis l'Air Ministry à Londres, Gold avait le contrôle de chaque développement dans l'organisation militaro-civile et la plupart des nominations de personnel. Le recrutement, notamment auprès des enseignants de la 2e école scientifique se fit avec rapidité pour permettre les affectations partout où c'était nécessaire. Une section, rapidement déménagée de Londres à Birmingham puis à Dunstable, eut un rôle clé à jouer, en particulier pour les opérations du Royal Air Force Bomber Command, du Fighter Command et du Coastal Command.
Plus tard, il fut nécessaire d'harmoniser le service avec la météorologie de la United States Army Air Forces, une formation entièrement militaire. En même temps, la Royal Navy avait son propre service météorologique entièrement intégré. Il y avait naturellement des tensions et du stress dans le service partiellement militarisé britannique, questions de sécurité, de discipline et des chaînes de commandement. Le système fonctionnait cependant et permettait une bonne coordination, surtout dans la phase finale pour l'invasion de la France dans les opérations Overlord et du débarquement de Normandie, sous le commandement du général Eisenhower. Le chef météorologue des 3 unités avisant le commandant suprême des conditions météorologiques lors du débarquement de Normandie était britannique, le Group captain James Stagg, l'un des membres recrutés par Gold. En 1946, Gold a reçu la Médaille de la Liberté des États-Unis avec Palmes d'argent pour son rôle dans la mise sur pied de cette collaboration.
Ses responsabilités se sont étendues sur tous les théâtres dans lesquels les forces britanniques opéraient, depuis l'Arctique Cercle jusqu'au Cap de Bonne Espérance, du Canada et des États-Unis vers l'est, de l'Afrique, de l'Europe occidentale, de la Méditerranée et du Moyen-Orient vers l’Inde et la Birmanie. Les Français, Belges, Néerlandais, Danois et autres Alliés avaient de bonnes raisons de le remercier.

### Après le second conflit
Gold a conservé l'esprit essentiellement civil du Met Office, qui contrôlait les grands services militaires britanniques et a pu le réorganiser comme tel, sous la direction de Johnson en 1947, à l’âge exceptionnel pour la fonction publique de 66 ans. Il a aussi participé à l'effort pour ressusciter un service civil en météorologie en Allemagne. En 1958, il a obtenu le Prix de l'Organisation météorologique internationale pour l'ensemble de son travail.

### Vie personnelle
Ernest Gold s'est marié en 1907 alors qu'il était encore à Cambridge avec Catherine Lockerbie Harlow d'Édimbourg. Leur première maison était à Cambridge, où leur fille unique est née.  En 1910, lorsqu'il est devenu permanent au Met Office, il est venu vivre dans la banlieue de New Hampstead Garden, en banlieue de Londres, où il a résidé jusqu'à la fin de ses jours. Il a été un membre fondateur de l'Association des résidents et son président pendant 8 ans. Son épouse et leur fille ont passé les années de la Première Guerre mondiale dans sa ville natale.
Jusqu'en 1971, il a siégé au comité de l'Horticultural Society et il était un exposant primé pour ses fruits, ses roses et ses pelouses. Lui et sa femme ont donné un soutien constant à leur Église. En 1973, l'épouse d'Ernest Gold est décédée et lui-même était atteint d'une maladie grave. Il est décédé le30 janvier 1976.

## Contributions théoriques à la météorologie
Ernest Gold est l'auteur de nombreux articles sur la météorologie. Les deux premiers articles qu'il a publiés portaient sur la conductivité de l'électricité dans les flammes,. Cependant, à son retour en 1907 à Cambridge, après un court séjour au Bureau météorologique de Londres, il est devenu responsable d'une série de conférences traitant de la dynamique et la thermodynamique atmosphériques. Sa première contribution majeure à la météorologie concernait la relation entre le gradient de pression et la force du vent dans deux articles en 1908. A cette époque, les équations de Coriolis était bien sûr bien connues  mais il y avait un doute que la vitesse et la courbure du trajet de l'air s'ajusteraient automatiquement au gradient de pression. Gold a ainsi formulé théoriquement la relation de manière à permettre des comparaisons, puis des mesures, de la vitesse du vent à 1 000 mètres par cerf-volant et ballon-sonde en Allemagne et en Angleterre.
Le travail le plus original de Gold concernait cependant les températures en altitude de l'atmosphère terrestre. Avant la seconde moitié du XIXe siècle, la connaissance de ces températures étaient limitée aux résultats de quelques ballons habités lancés isolément. Au cours de la seconde moitié du siècle, la fréquence des ascensions a augmenté et celles-ci ont été complétées par des mesures utilisant des ballons captifs et des cerfs-volants, puis, vers la fin du siècle, au moyen d'instruments auto-enregistreurs portés par de petits ballons libres. En 1909, Gold et W. A. Harwood ont produit un rapport pour le Comité de la British Association sur l’état des connaissances de la haute atmosphère obtenues à partir de ses résultats, ainsi que de la confirmation de la présence de la tropopause et de la stratosphère, découvertes plus tôt par Léon Teisserenc de Bort and Richard Aßmann,. Plus remarquable encore était l'explication théorique en termes de bilan de radiatif dans un article lu devant la Royal Society à la fin de 1908, montrant que la couche isotherme de tropopause n'était ni un effet local ni temporaire,. Plus tard, en 1918, il a envoyé une lettre à Sir Napier Shaw contenant la proposition initiale du terme « vent thermique » pour calculer les changements de direction et de vitesse du vent avec l'altitude.
Pendant la Première Guerre mondiale, le colonel Gold a organisé l'étude et la classification des cartes météorologiques quotidiennes de 1905 à 1918 en fonction du type de distribution de pression. Cet ouvrage, publié en 1920, constitua une référence utile et une aide immédiate pour le prévisionniste avant le développement de la théorie frontale par l'École de Bergen. En 1933, il développa une méthode particulièrement utile pour calculer la température maximale du jour à partir des observations aériennes.